# Маріно Маріні (співак)
Маріно Маріні (італ. Marino Marini, 11 травня 1924, Седжано — 20 березня 1997, Мілан) — італійський співак, композитор і музичний продюсер. Мав міжнародний успіх в 1950-х-1960-х роках. Найвідоміша пісня у виконанні Маріно Маріні — La più bella del mondo, яка використовувалась у польському фільмі Хлопці не плачуть.

## Біографія
Народився в Тоскані в родині музикантів родом з Монтеселіо, неподалік Риму. Провів своє юнацьке життя в Болоньї, де вивчав скрипку та композицію в консерваторії і одночасно отримав диплом інженера-електрика.
По завершенні навчання він починає працювати вчителем музики, але незабаром його призивають до армії. Після Другої світової війни його прийняли на посаду художнього керівника театру в Неаполі, а тим часом він удосконалив свою музичну підготовку в місцевій консерваторії Сан-П'єтро-Мажелла.
У 1949 році на польському кораблі «Sobieski» Маріно прибув до США. Тут він пробув півроку і оселився в Гринвіч-Віллиджі, де познайомився з такими персонажами, як Діззі Гіллеспі та Стен Кентон, познайомившись з класикою бродвейської музики та з бібопом. Американська сцена джазової музики залишила глибокий вплив на його музичний стиль.
Повернувшись до Італії, він почав писати теми для саундтреків та сформував квартет, який виступав у нічних клубах та танцювальних залах. У La Conchiglia в Неаполі він пробув п'ять років, проявляючи свій талант не лише як музиканта, але і як аніматора та розважального. Його репертуар варіювався від міжнародних хітів (I love Paris, Rico vacilon) до неаполітанських пісень (La pansé, Io mammeta e tu, 'E spingule frangese), які переосмислювались в танцювальній версії, часто дотримуючись тогочасної моди і ритмів.
У 1955 році він поїхав до Мілану, де виступав у Caprice і опублікував перші записи під лейблом Durium; в 1956 році він вперше з'явився на телебаченні, а в 1958 році дебютував у Парижі, де досяг неочікуваного і надзвичайного успіху в Олімпії і почав продавати свої записи. Найвідомішою його піснею стає Bambino, французька версія Guaglione, яку потім перспівала Даліда і щонайменше п'ятнадцять інших виконавців. Ще одна співачка, яка певним чином завдячує музиці Маріні — Катерина Валенте, яка неодноразово включала у свій репертуар пісні Маріно.
Його успіх поширився за межі Європи, досягнувши Близького Сходу, Латинської Америки та Японії.
У 1958 році він приїхав до Великої Британії, де грав з Джеррі Льюїсом в шоу на London Palladium. Також у Великій Британії Маріні мав великий успіх, настільки, що Пол Маккартні в інтерв'ю повідомляв, що його батько також мав кілька записів Маріно Маріні у своїй колекції.
Марін також переробляв пісні інших авторів, таких як Доменіко Модуньо (Piove (ciao ciao bambina), Lazzarella), Rocco Granata (Marina), Ренато Карозоне (Maruzzella).
1960 року його гурт розпався, і Маріні змушений був шукати інших музикантів, які все ще могли супроводжувати його у численних шоу, на які він взяв на себе зобов'язання. В цей час він мав серйозний успіх у Східній Європі та в самому Радянському Союзі — майже неможливе досягнення для західного артиста.
Завершивши активні виступи у сімдесятих роках, Маріні продовжував працювати в звукозаписній галузі як скаут талантів та музичний продюсер; Він також створив звукозаписну компанію Tiffany разом зі своєю дружиною Анною Скоккою.
З закриттям лейблу він став менеджером Fonit Cetra.
Помер у Мілані в 1997 році. Його прах був похований на кладовищі Мусокко у Мілані, де також поховали прах його дружини у 2004 році.

## Склад квартету Маріні
- Маріно Маріні: голос, фортепіано
- Руджеро Корі: голос, бас (1954—1960)
- Вітторіо Бенвенуті: голос, бас (1960—1963)
- Франко Сезаріко: голос, бас (1963—1966)
- Серджіо Пеппіно: барабани (1954—1958)
- Анджело Піккаррета: барабани (1958—1960)
- Потіто Діпаче: барабани (1960—1963)
- Тото Савіо: гітара (1954—1960)
- Бруно Гуарнера: гітара (1960—1963)
- Франческо Вентура: гітара (1963—1966)
- Ім'я барабанщика у 1963—1966 роках невідомо

## Вибрана дискографія

### 16 об/хв
- 1958 — Un'ora con Marino Marini e il suo complesso (Durium, 16001)

### 33 об/хв 25 см
- 1955 — Allegri ballabili (I) (Durium, ms A 535)
- 1955 — Allegri ballabili (II) (Durium, ms A 542) Maruzzella (Carosone — Bonagura) / Aummo… aummo (L. e G. Cioffi) / ‘E stelle ‘e Napule (Galdieri — Bonavolontà) / Giuvanne cu ‘a chitarra (Canzio — Oliviero) / Italian mambo (Merrill) / Mister Sandman (Ballard) / C'est magnifique (Porter) / Hàgi bàba (Tiomkin — Washington)
- 1955 — Allegri ballabili (III) (Durium, ms A 553) Zingarella (Romeo) / ‘Na voce ‘na chitarra e ‘o poco ‘e luna (Rossi — Calise) / ‘O scupatore (Germini) fox mod. — / Stu mambo cha cha cha (Fontana — Marini) / Scapricciatiello (Vento — Albano ritmo all. — / La pensè (Pisano — Rendine) / Marianto' (Capo — Marini) / Sophia (Caputo — Framel) bajon napoletano- canta Ruggero Cori
- 1956 — Allegri ballabili (IV) (Durium, ms A 559)
- 1957 - Marino Marini e il suo quartetto (Durium, ms A 571) Lisboa antigua (Galhardo — Do Vale — Salina — Portela) / Chella llà (Bertini — Taccani) / Que serà serà valzer (Livingston — Evans) / Donne e pistole (Valleroni — Marini) / Rock around the clock (De Knight — Freedman) / La più bella del mondo (Marini) / Only you (B. e A. Ram) / Guaglione (Nisa — Fanciulli)
- 1957 — Marino Marini e il suo quartetto (Durium, ms A 580) Bella, ‘o padrone s'a venne (Fontana — Marini) / Parlami d'amore Mariù (Neri — Bixio) / Alamo (Jim Bowie) (Steiner — McRae — Clare — Ardo) / Pulecenella (Parente — Palliggiano) / Nata tu si' pe' mme (Rusconi — Buttafava) / Domani [Tomorrow] (Minucci — Deani) / Miguel (Cabrera) mambo napoletano / Luna lunatica (Testoni — Bassi)
- 1957 — Marino Marini e il suo quartetto (Durium, ms A 584)
- 1958 — Marino Marini e il suo quartetto (Durium, ms A 596)
- 1959 — Marino Marini e il suo quartetto (Durium, ms A 602)

### 33 об/хв
- 1957 — Marino Marini e il suo quartetto (Durium, ms A 77001)
- 1958 — Marino Marini e il suo quartetto nº 2 (Durium, ms A 77013)
- 1959 — Marino Marini e il suo quartetto nº 3 (Durium, ms A 77016)
- 1960 — Marino Marini e il suo quartetto nº 4 (Durium, ms A 77029)
- 1960 — Festival di Napoli 1960 (Durium, ms A 77037)
- 1960 — Marino Marini e il suo quartetto nº 5 (Durium, ms A 77041)
- 1962 — Marino Marini e il suo quartetto nº 6 (Durium, ms A 77056)
- 1964 — Marino Marini e il suo quartetto (Durium, ms A 77090)

### 45 об/хв
- 1955 — Parata di giocattoli/O (Durium, Ld A 6025)
- 1955 — Papa Loves Mambo/Miguel (Durium, Ld A 6026)
- 1956 — Casanova/Learnin' The Blues (Durium, Ld A 6034)
- 1956 — Lucianella/Sole giallo (Durium, Ld A 6035)
- 1956 — Sweet And Gentle/Rico Vacilon (Durium, Ld A 6046)
- 1956 — Lettre a Virginie/Hagi Baba (Durium, Ld A 6049)
- 1956 — Pesca Pascà/Seven Lonely Days (Durium, Ld A 6057)
- 1956 — La più bella del mondo/Shine On Harvest Moon (Durium, Ld A 6058)
- 1956 — Guaglione/Che m'è 'mparato a ffà (Durium, Ld A 6059)
- 1956 — Que será será/Lisboa antigua (Durium, Ld A 6069)
- 1957 — Luna lunatica/Che c'è Conce'? (Durium, Ld A 6086)
- 1957 — Armen's Theme / (Durium, Ld A 6087)
- 1957 — Don Ciccio 'o piscatore/Mariantò (Durium Ld a 6112)
- 1958 — Domenica è sempre domenica/La bella del giorno (Durium, Ld A 6218)
- 1958 — Come prima/Se so' scetate l'angele (Durium, Ld A 6289) — Prima posizione nei Paesi Bassi per 5 settimane e nelle Fiandre in Belgio e seconda posizione in Norvegia
- 1958 — Peppenella/Povera chitarrella (Durium, Ld A 6312)
- 1959 — I Could Have Danced All Night/Sauna Bad (Durium, Ld A 6343)
- 1959 — Li per li / Una marcia in Fa (Durium, Ld A 6484)
- 1959 — Giuvannino alla Torretta/Quando dicesti si (Durium, Ld A 6613)
- 1959 — Basta un poco di musica/Come Softly To Me (Durium, Ld A 6614)
- 1959 — Vamos/Quando dicesti si (Durium, Ld A 6615)
- 1959 — Sei bella/Marina (Durium, Ld A 6679)
- 1959 — Lisbona mia/Un telegramma (Durium, Ld A 6681)
- 1959 — I Sing ammore/Ritroviamoci (Durium, Ld A 6720)
- 1959 — Maria Maddalena/Kriminal tango (Durium, Ld A 6721)
- 1959 — Libero/Notte mia (Durium, Ld A 6746)
- 1959 — Romantica/È vero (Durium, Ld A 6747)
- 1959 — Oh, oh, Rosy/Luna napoletana (Durium, Ld A 6788)
- 1959 — Abbracciami/Ciao Porto (Durium, Ld A 6789)
- 1959 — Mustafà/Lasciate star la Luna (Durium, Ld A 6791)
- 1959 — 'O prufessore 'e Carulina/Uè, uè, che femmena!(Durium, Ld A 6834)
- 1959 — E stelle cadente / (Durium, Ld A 6835)
- 1959 — Briciole di baci / (Durium, Ld A 6848)
- 1959 — Les enfants du Pirée (Uno a me ed uno a te)/Gridalo al mondo (Durium, Ld A 6904)
- 1959 — Amore a Palma de Mallorca / (Durium, Ld A 6905)
- 1959 — Era scritto nel cielo/T'amerò dolcemente (Makin' Love) (Durium, Ld A 6931)
- 1959 — Coriandoli/Vamos(Durium, Ld A 6951)
- 1959 — Era scritto nel cielo/Fermati(Durium, Ld A 6952)
- 1959 — Maschere — Maschere — Maschere/Un'ora senza te (Durium, Ld A 6984)
- 1959 — Amore a Palma de Mallorca / (Durium, Ld A 6989)
- 1961 — Calcutta (Io parto per Calcutta)/Non sei mai stata così bella (Durium, Ld A 7026)
- 1961 — Sei bella/Un'ora senza te (Durium, Ld A 7027)
- 1961 — Ti regalo la Luna/Un'ora senza te (Durium, Ld A 7044)
- 1961 — Da-da-um-pa / (Durium, Ld A 7111)
- 10 dicembre 1961 — Moliendo café/Rosita cha cha cha (Durium, Ld A 7126)
- 1962 — Bella bella bambina / (Durium, Ld A 7141)
- 1962 — Addio, addio / (Durium, Ld A 7151)
- 1962 — Jessica/It's Better To Love (Durium, Ld A 7152)
- 16 aprile 1962 — Irena/Caterina (Durium, Ld A 7170)
- 11 maggio 1962 — Caffettiera twist/Mille luci (Durium, Ld A 7183)
- 17 maggio 1962 — Esperanza/Poco pelo (Durium, Ld A 7184)
- 1962 — Oh! Ma Ma Twist / (Durium, Ld A 7201)
- 1962 — Desafinado / (Durium, Ld A 7219)
- 1962 — Perdóname/Lolita Ya Ya (Durium, Ld A 7221)
- 1962 — Madison-Girl/Maria Maddalena (Durium, Ld A 7227)
- 1963 — Baciami stasera/Tre lunghi baci (Durium, Ld A 7267)
- 1963 — Giovane giovane / (Durium, Ld A 7282)
- 1964 — Paperina / (Durium, Ld A 7335)
- 1964 — Amo solo te / (Durium, Ld A 7336)
- 1964 — 20 km al giorno / (Durium, Ld A 7348)
- 1964 — Stasera no-no-no / (Durium, Ld A 7349)
- 1964 — Bella bionda / (Durium, Ld A 7371)
- 1964 — Ho capito che ti amo/Mi sento stupido (Durium, Ld A 7389)
- 1964 — Così simpatica / (Durium, Ld A 7410)
- 1965 — Letkis-jenka/Sekaletka (Durium, Ld A 7412)
- 1965 — Quando el/Spazio (Durium, Ld A 7462)

### 45 об/хвEP
- 1957 — La più bella del mondo/Domenica è sempre domenica // Strada 'nfosa/L'amore non conosce confini (Durium, ep A 2013)
- 1958 — Piove/Avevamo la stessa età // Una marcia in fa/Nessuno (Durium, ep A 2018)
- 1958 — Marino Marini ed il suo quartetto (Durium, ep A 3010)
- 1958 — Marino Marini ed il suo quartetto (Durium, ep A 3011)
- 1958 — Stu mambo cha-cha-cha/Zingarella // Marianto/Scapricciatello (Durium, ep A 3014)
- 1958 — Marino Marini ed il suo quartetto (Durium, ep A 3015)
- 1958 — Marino Marini ed il suo quartetto (Durium, ep A 3045)
- 1958 — Marino Marini ed il suo quartetto (Durium, ep A 3049)
- 1959 — Marino Marini ed il suo quartetto (Durium, ep A 3060)
- 1960 — Marino Marini ed il suo quartetto (Durium, ep A 3071)
- 1960 — Marino Marini ed il suo quartetto (Durium, ep A 3079)
- 1960 — Marino Marini ed il suo quartetto (Durium, ep A 3088)
- 1960 — Marino Marini ed il suo quartetto (Durium, ep A 3120)
- 1960 — Marino Marini ed il suo quartetto (Durium, ep A 3146)
- 1960 — Marino Marini ed il suo quartetto (Durium, ep A 3157)
- 1960 — Marino Marini ed il suo quartetto (Durium, ep A 3192)
- 1960 — Marino Marini ed il suo quartetto (Durium, ep A 3202)
- 1960 — Libero/È vero // Romantica/Notte mia (Durium, ep A 3209)
- 1960 — Abbracciami/Lasciate star la luna // Oh, Oh, Rosy/Mustafà (Durium, ep A 3218)
- 1960 — Ciao Porto/Tintarella di luna // Quando vien la sera/Luna napoletana (Durium, ep A 3219)
- 1960 — 8º Festival della Canzone Napoletana — 1960 Uè, uè, che femmena / 'O prufessore 'e Carulina // 'E stelle cadente / Un urlatore a Napoli (Durium, ep A 3229)
- 1960 — Segretamente/'Sti 'mmane // Serenata a Margellina/Serenatella co si e co no (Durium, ep A 3231)
- 1960 — Coriandoli/Ho la testa come un pallon // Baciare, baciare/Briciole di baci (Durium, ep A 3233)
- 1960 — T'amero' dolcemente /Dolcemente/Fermati/Era scritto nel cielo (Durium, ep A 3253)

### Флексі-диск
Це диски з 45 об/хв з тонкого гнучкого пластику, вигравірувані лише на одній стороні і прикріплені до музичних журналів (або пропонуються безкоштовно разом з комерційними продуктами); у випадку з Маріно Маріні всі вони були приєднані до музичного журналу Il Musichiere.
- 1960 I' te vurria vasà (The Red Record, N. 20072; allegato a Il Musichiere Nº 83 del 30 luglio 1960)

## Примітка
1. 1 2  Discogs — 2000.
2. 1 2  Bibliothèque nationale de France BNF: платформа відкритих даних — 2011.
3. ↑  Marina Marini, "La più be... Marina Marini, "La più bella del mondo..." Il Tirreno (Italian) . 25 серпня 2013. Архів оригіналу за 3 липня 2020. Процитовано 26 листопада 2015.La Seggiano di Marini nel libro della figlia. Il Tirreno (Italian) . 6 жовтня 2013. Архів оригіналу за 1 липня 2020. Процитовано 26 листопада 2015.
4. ↑  MARINO MARINI ADDIO AL RE DELLE VOCI DA NIGHT - la Repubblica.it (італ.). La Repubblica. 21 березня 1997. Архів оригіналу за 3 липня 2020. Процитовано 26 листопада 2015.
5. ↑  Comune di Milano. applicazione di ricerca defunti '”Not2 4get”.